# Euippe
Euippe is een geslacht van vlinders van de familie spanners (Geometridae), uit de onderfamilie Ennominae.

## Soorten
- E. fictaria Prout, 1926
- E. phalarota Meyrick, 1886
- E. rectimargo Debauche, 1941
- E. subnubila Swinhoe, 1902
- E. undulartaria Pagenstecher, 1886